# Gene Cantamessa
Pour les articles homonymes, voir Cantamessa.
Gene S. Cantamessa est un ingénieur du son américain né le 17 février 1931 dans le quartier du Queens à New York (État de New York) et mort le 8 novembre 2011 à Los Angeles (Californie).

## Biographie
Gene Cantamessa commence sa carrière chez Ryder Sound Services en 1955, avant d'entrer comme perchiste chez 20th Century Fox, où il participe au tournage de séries comme Peyton Place, puis de films comme La Canonnière du Yang-Tse.
Il devient monteur son en 1971 et va travailler comme tel pendant 30 ans.

## Filmographie (sélection)
- 1972 : Votez Mc Kay (The Candidate) de Michael Ritchie
- 1974 : Frankenstein Junior (Young Frankenstein) de Mel Brooks
- 1974 : Le shérif est en prison (Blazing Saddles) de Mel Brooks
- 1975 : Le Solitaire de Fort Humboldt (Breakheart Pass) de Tom Gries
- 1977 : Rencontres du troisième type (Close Encounters of the Third Kind) de Steven Spielberg
- 1978 : Même heure, l'année prochaine (Same Time, Next Year) de Robert Mulligan
- 1979 : 1941 de Steven Spielberg
- 1981 : La Folle Histoire du monde (History of the World: Part I) de Mel Brooks
- 1982 : E.T. l'extra-terrestre (E.T. the Extra-Terrestrial) de Steven Spielberg
- 1983 : Les Copains d'abord (The Big Chill) de Lawrence Kasdan
- 1984 : 2010 : L'Année du premier contact (2010) de Peter Hyams
- 1984 : SOS Fantômes (Ghostbusters) d'Ivan Reitman
- 1984 : Star Trek 3 : À la recherche de Spock (Star Trek III: The Search for Spock) de Leonard Nimoy
- 1985 : À double tranchant (Jagged Edge) de Richard Marquand
- 1986 : Star Trek 4 : Retour sur Terre (Star Trek IV: The Voyage Home) de Leonard Nimoy
- 1987 : Traquée (Someone to Watch Over Me) de Ridley Scott
- 1988 : Jumeaux (Twins) d'Ivan Reitman
- 1988 : Presidio : Base militaire, San Francisco (The Presidio) de Peter Hyams
- 1989 : SOS Fantômes 2 (Ghostbusters II) d'Ivan Reitman
- 1990 : Un flic à la maternelle (Kindergarten Cop) d'Ivan Reitman
- 1990 : Bons baisers d'Hollywood (Postcards from the Edge) de Mike Nichols
- 1991 : Star Trek 6 : Terre inconnue (Star Trek VI: The Undiscovered Country) de Nicholas Meyer
- 1991 : À propos d'Henry (Regarding Henry) de Mike Nichols
- 1993 : Président d'un jour (Dave) d'Ivan Reitman
- 1998 : 6 jours, 7 nuits (Six Days Seven Nights) d'Ivan Reitman

## Distinctions

### Récompenses
- Oscar du meilleur mixage de son en 1983 pour E.T. l'extra-terrestre
- Cinema Audio Society Award en 1999 pour l'ensemble de sa carrière

### Nominations
- Oscar du meilleur mixage de son
  - en 1973 pour Votez Mc Kay
  - en 1975 pour Frankenstein Junior
  - en 1978 pour Rencontres du troisième type
  - en 1980 pour 1941
  - en 1985 pour 2010 : L'Année du premier contact
  - en 1983 pour Star Trek 4 : Retour sur Terre
- British Academy Film Award du meilleur son
  - en 1979 pour Rencontres du troisième type
  - en 1983 pour E.T. l'extra-terrestre